# Oxford University Ice Hockey Club

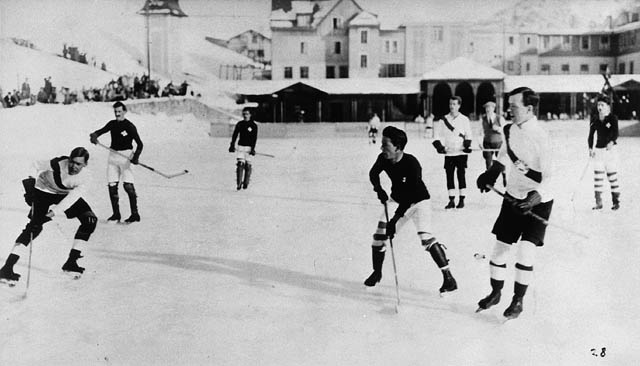
Spiel des OUIHC gegen die Schweiz (1922); vorne rechts der spätere kanadische Premierminister Lester Pearson

Der Oxford University Ice Hockey Club (OUIHC) ist der Eishockeyclub an der University of Oxford, Vereinigtes Königreich. Die Herrenmannschaft, genannt Oxford Blues, ist eines der weltweit ältesten Eishockeymannschaften. Das jährliche Ice Hockey Varsity Match gegen den Cambridge University Ice Hockey Club wird nach eigenen Angaben seit 1885, gesichert aber mindestens seit 1900 ausgetragen. Die Mannschaft des im Oktober 1921 offiziell gegründeten OUIHC war zwischen den Weltkriegen eine der stärksten englischen Teams und gewannen 1923, 1925, 1931 und 1932 den renommierten Spengler Cup sowie 1931/32 und 1932/33 die englische Meisterschaft der English League. Heute spielen die Herren- und die Frauenmannschaft in den Ligen der British Universities Ice Hockey Association (BUIHA), deren Titel man mehrmals gewinnen konnte. Daneben besteht mit den Oxford Vikings und Vikings B eine zweite und dritte Herrenmannschaft in der BUIHA.
Die an der University of Oxford studierenden Kanadier waren zwischen 1905 und 1914 aus dem Varsity Match ausgeschlossen und bildeten die Mannschaft der Oxford Canadians. Auch nach dem Ersten Weltkrieg wurde die Mannschaft der OUIHC gelegentlich als Oxford Canadians bezeichnet.